# Casino Reale
Il Casino Reale è un edificio storico di Milano situato in via Filodrammatici n. 1 di fianco al Teatro alla Scala, alle spalle del Casino Ricordi.

## Storia
Costruito, su progetto di Giuseppe Piermarini, per ospitare la famiglia arciducale durante le serate di spettacolo, era sede di ricevimenti e balli privati.
L'appartamento era collegato con il palco cosiddetto "dell'arciduca", creato unendo i due palchi di secondo ordine adiacenti al proscenio, storicamente utilizzato dalla famiglia dei governanti di Milano.
Nel 1841 fu affidato a Giacomo Tazzini l'incarico di ricostruire completamente il "Casino di S[ua] A[ltezza] R[eale]". Il progetto prevedeva un ampio atrio quadrato che conduceva ad una scalinata monumentale a tre rampe ed un prospetto, analogo a quello da lui ideato alcuni anni prima per il Casino della Nobile Associazione, caratterizzato da un lungo monumentale fronte a portici che doveva unire il Casino Reale a quello dei Nobili ed all'edificio della scuola di ballo. Le pratiche di assegnazione dell'appalto si protrassero però fino al 1847, anno in cui fu appaltata solo una parte del lavoro, la sezione corrispondente a Casino Reale vero e proprio, e cioè le prime cinque arcate delle dodici che avrebbero dovuto aggiungersi a quelle del Casino della Nobile Associazione. I lavori sarebbero dovuti cominciare nel marzo dell'anno successivo, ma i moti del 1848 causarono la sospensione ed infine l'abbandono del progetto. Il fronte porticato, completamento ideale delle cinque arcate del Casino dei Nobili edificate nel 1830-31, sarà comunque realizzato seguendo i disegni del Tazzini nel secondo dopoguerra.
Con il passare degli anni i locali di servizio del retropalco si rivelarono insufficienti. Il Casino cambiò così gradualmente destinazione, fondendosi con i locali dell'antica scuola di ballo e diventando non solo struttura servente agli artisti, ma anche quartier generale dell'amministrazione scaligera.
Nel secondo dopoguerra, in occasione della ricostruzione del teatro a seguito dei danni causati dal bombardamento della notte tra il 15 ed il 16 agosto 1943, su progetto di Piero Portaluppi e Marcello Zavelani Rossi, fu ricavato, nell'area un tempo occupata dalla sede della scuola di ballo, ma ormai inscindibilmente unita all'antico Casino, un teatro minore, la Piccola Scala. Il palcoscenico si trovava accanto a quello del teatro principale, in modo che, eliminando tutti i fondali, da una sala si poteva vedere l'altra. La sala, capiente circa seicento persone, fu dedicata al repertorio più antico, e in generale a tutte quelle opere che richiedevano meno spazio e impegnavano un organico ridotto.
Smantellata la Piccola Scala per far spazio al nuovo palcoscenico del teatro maggiore, in occasione dei lavori degli anni duemila il Casino Reale è stato al centro di un radicale intervento di ricostruzione. 
Mentre il prospetto su via Filodrammatici è rimasto invariato, gli ambienti interni sono stati ricostruiti dalle fondamenta e ridisegnati per essere maggiormente funzionali alla Sovrintendenza ed alla direzione artistica del teatro, che quivi trovano oggi sede. 
Sopra ai tetti dell'edificio, le cui coperture a falde sono state uniformate, si staglia la nuova torre ellittica ideata dall'architetto Mario Botta.
In luogo dei due angusti cortili è stato aperto un unico spazio, parallelo a via Filodrammatici, su cui domina lo sbalzo del corpo ellittico che si eleva cinque piani più in alto. Un'unica apertura verticale si apre sotto lo sbalzo, dando luce agli sbarchi delle scale e degli ascensori che disimpegnano ai piani bassi gli uffici agli spogliatoi degli artisti e del personale.

## Sala Gialla
Il vasto ambiente situato nel Casino Reale è uno dei luoghi di rappresentanza e di lavoro del teatro (qui si tengono conferenze stampa, audizioni e riunioni). 
Prende il nome dalla tappezzeria e degli arredi storici color oro. In seguito ai lavori di restauro degli anni duemila, la vecchia tappezzeria è stata sostituita da pannelli di pelle architettonica tridimensionale della medesima tinta incorniciate da modanature di legno verniciate d'oro.